# Харакири (альбом)
«Харакири» — пятый студийный альбом рок-группы «Пикник», записанный и выпущенный в 1991 году.
После длительного перерыва — а с момента записи последнего альбома восьмидесятых «Родом ниоткуда» прошло уже почти три года — «Пикник» вернулся в студию и записал достаточно мощный и убедительный в музыкальном отношении альбом, ставший для группы «трамплином» в 90-е.
«Харакири» был признан одним из самых лучших альбомов, которые когда-либо были у коллектива . Сам лидер группы Эдмунд Шклярский подтвердил это.
В 2004 году студия Grand Records выпустила перезаписанную версию этого альбома с единственным бонус-треком - специальной версией песни «Романс».
В 2014 году альбом был переиздан без бонусов на виниловой пластинке музыкальным издательством «Бомба Мьюзик» в рамках «Жёлтой серии» альбомов группы «Пикник».
Альбому «Харакири» был посвящён один из выпусков программы о легендарных альбомах русского рока «Летопись» на «НАШЕм радио».

## Список композиций
| №  | Название                      | Длительность |
| -- | ----------------------------- | ------------ |
| 1. | «Настоящие дни»               | 4:11         |
| 2. | «Мы как трепетные птицы»      | 4:54         |
| 3. | «Я — пущенная стрела»         | 4:38         |
| 4. | «Там, на самом краю земли»    | 2:16         |
| 5. | «Течёт большая река»          | 4:43         |
| 6. | «С тех пор, как сгорели дома» | 4:58         |
| 7. | «Это река Ганг»               | 2:35         |
| 8. | «Новая азбука (инструментал)» | 4:08         |

## Участники записи
- Эдмунд Шклярский — музыка, слова, вокал, гитара, клавишные
- Андрей Мерчанский — гитара
- Виктор Евсеев — бас-гитара, бэк-вокал
- Сергей Воронин — клавишные
- Юрий Ключанцев — клавишные, саксофон
- Леонид Кирнос — ударные
- Цифровой ремастеринг: В. Шевцов
- Художники: А. Терехов, Э. Шклярский
- Редактор: Т. Горелова
- Компьютерный дизайн: А. Дзегиленок
- Исполнительный продюсер: Г. Седлецкий